# Bohdan Smiszko
Bohdan Wołodymyrowycz Smiszko, ukr. Богдан Володимирович Смішко (ur. 20 sierpnia 1978 w Kieś, Łotewska SRR) – ukraiński piłkarz, grający na pozycji obrońcy. Brat piłkarza Romana Smiszko.

## Kariera piłkarska

### Kariera klubowa
Wychowanek szkół piłkarskich DJuSSz Ventspils oraz DJuSSz Bałta (po przeprowadzce rodziców do Bałty w 1991 roku). Najpierw występował w amatorskich zespołach obwodu odeskiego, m.in. w drużynach Monolit Iljiczewsk, Dnister Owidiopol. 23 lipca 2000 rozpoczął zawodową karierę piłkarską w Czornomorcu Odessa. Również występował w składzie drugiej drużyny. Na początku 2003 przeszedł do Zirki Kirowohrad, skąd został wypożyczony do trzecioligowego klubu Olimpija FK AES Jużnoukraińsk. W rundzie wiosennej sezonu 2003/04 bronił barw drużyny Dnister Owidiopol. Sezon 2004/05 spędził w Spartaku Sumy. Latem 2005 został zaproszony do Zorii Ługańsk. Potem występował w  drużynie Dnipro Czerkasy. Na początku 2007 zasilił skład MFK Mikołajów. Latem 2008 wrócił do zespołu Dnister Owidiopol. W lipcu 2009 przeszedł do FK Ołeksandrija. W następnym 2010 roku wychodził na boisko w koszulce zespołu Arsenał Biała Cerkiew. W latach 2011–2012 grał w trzecioligowym zespole Reał-Farm Odessa. W 2013 wyjechał do Finlandii, gdzie podpisał kontrakt z Ytterhogdals IK. W 2015 zakończył karierę piłkarza w Myssjö-Ovikens IF.

## Sukcesy

### Sukcesy klubowe
Czornomoreć Odessa
- wicemistrz Ukraińskiej Pierwszej Ligi: 2001/02